# J. D. Allen III
J. D. Allen III (* 11. Dezember 1972 in Detroit/Michigan) ist ein US-amerikanischer Jazzsaxophonist.
Allen lebt in New York, wo er sowohl mit Musikern wie Lester Bowie, George Cables, Betty Carter, Ron Carter, Jack DeJohnette, der Frank Foster Big Band, Winard Harper, Butch Morris, David Murray und Wallace Roney als auch mit jüngeren Musikern wie Cindy Blackman, Orrin Evans, Gerald Cleaver, Eric Revis, Marcus Gilmore, Russell Gunn, Me’shell Ndegeocello, Dave Douglas, Gerald Cleaver (Live at Firehouse 12) und Nigel Kennedy arbeitete.
Er leitet ein eigenes Trio. Für sein Debütalbum als Bandleader (In Search of …) erhielt er 1999 in Italien den Best New Artist Award. Sein zweites Album (Pharoah's Children) kam in die Top Ten des Jazziz Magazine für das Jahr 2002. 2013 stellte er sich mit Jaimeo Browns Transcendence auf dem JazzFest Berlin vor. Beim Down Beat Critics Poll 2020 wurde er Sieger als Rising Star in der Kategorie Komponist. 2021 legte er sein erstes Soloalbum, Queen City vor.

## Diskographische Hinweise
- In Search of … (Red, 1999) mit Rodney Green, Shedrick Mitchell, Fabio Morgera, Eric Revis
- Pharoah's Children (Criss Cross, 2001) mit Orrin Evans, Gene Jackson, Jeremy Pelt, Eric Revis
- I Am I Am (Sunnyside, 2008)
- Shine! (Sunnyside, 2009)
- Victory! (Sunnyside, 2011) mit Gregg August, Rudy Royston
- Grace (Savant, 2012), mit Eldar Djangirov, Dezron Douglas, Jonathan Barber
- Americana: Musings on Jazz and Blues (Savant, 2016) mit Gregg August, Rudy Royston
- Love Stone (Savant, 2018) mit Liberty Ellman, Gregg August, Rudy Royston
- Barracoon (Savant 2019)
- Toys/Die Dreaming (Savant 2020)
- Americana Vol. 2 (Savant, 2022)